# Frederick William Sievers

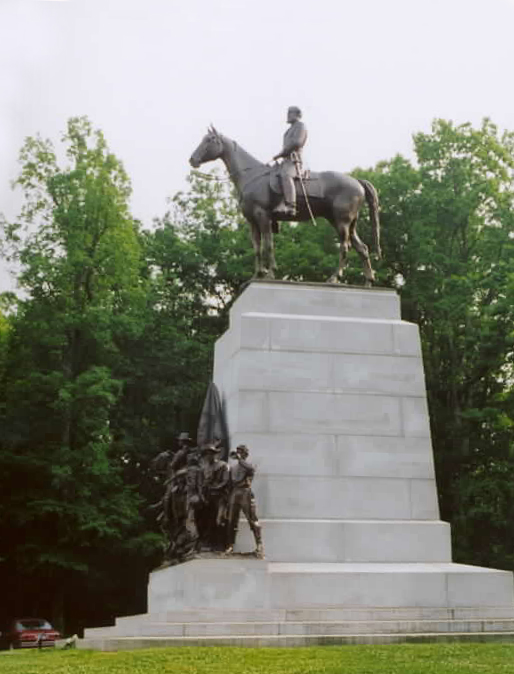
Robert E. Lee på sin häst Traveller, Virginia-monumentet på slagfältet i Gettysburg, Pennsylvania.

Frederick William Sievers, född 1872 i Fort Wayne, Indiana i USA, död 1966, var en amerikansk skulptör. 
Frederick William Sievers flyttade som ung till Richmond, Virginia och studerade vidare konst den kungliga konstakademien i Rom och vid Academie Julian i Paris. År 1910 fick Sievers uppdraget att skapa Virginia-monumentet vid slagfältet i Gettysburg, Pennsylvania och han öppnade då en ateljé i Richmond.
Efter sitt genombrott med Virginia-monumentet skulpterade Sievers ett antal ytterligare skulpturer över amerikanska inbördeskriget, bland andra monumentet över Amerikas konfedererade stater på Woodlawn-kyrkogården i Elmira, New York samt andra monument i Abingdon, Leesburg, Louisa och Pulaski County, Virginia.
Sievers skapade även monument över individuella ledargestalter inkluderande general Lloyd Tilghman i Vicksburg, Mississippi och generalerna Stonewall Jackson och Matthew Fontaine Maury, båda på Monument Avenue i Richmond.
I delstaten Virginias huvudstad finns statyer av Sievers till minne av presidenterna James Madison och Zachary Taylor samt av Patrick Henry och Sam Houston.
Sievers är begravd på Forest Lawn-kyrkogården i Richmond. Det finns en minnesplakett vid hans verkstad på West 43rd Street i South Richmond.